# Kaltoum Bouaasayriya
Kaltoum Bouaasayriya (arabisch كلثوم بوعسرية, * 23. August 1982 in der Provinz Assa-Zag) ist eine marokkanische Leichtathletin, die im Mittel- und Langstreckenlauf sowie im Hindernislauf startet.

## Sportliche Laufbahn
Erste Erfahrungen bei internationalen Meisterschaften sammelte Kaltoum Bouaasayriya im Jahr 2009, als sie bei den Militär-Weltmeisterschaften in Sofia in 16:10,51 min die Bronzemedaille im 5000-Meter-Lauf gewann. 2011 belegte sie bei den Militärweltspielen in Rio de Janeiro in 16:09,72 min den vierten Platz und im Oktober gewann sie bei den Arabischen Meisterschaften in al-Ain in 34:33,38 min die Silbermedaille im 10.000-Meter-Lauf hinter der Bahrainerin Shitaye Eshete. Anschließend gelangte sie bei den Panarabischen Spielen in Doha mit 33:28,58 min auf den vierten Platz. Im Jahr darauf nahm sie über 3000 m Hindernis an den Olympischen Sommerspielen in London teil und schied dort mit 9:58,77 min im Vorlauf aus und 2013 gewann sie bei den Mittelmeerspielen in Mersin in 9:46,16 min die Bronzemedaille hinter der Algerierin Amina Bettiche und ihrer Landsfrau Salima Alami. Anschließend wurde sie bei den Weltmeisterschaften in Moskau in der Vorrunde wegen einer Bahnübertretung disqualifiziert. Bei den Crosslauf-Weltmeisterschaften 2015 in Guiyang kam sie im Einzelrennen nicht ins Ziel und im November siegte sie in 2:36:05 h beim Beirut-Marathon. In den folgenden Jahren bestritt sie hauptsächlich Rennen im Straßenlauf in Marokko und siegte 2023 in 2:27:22 h beim Marrakesch-Marathon. 
2011 wurde Bouaasayriya marokkanische Meisterin im 1500-Meter-Lauf sowie 2010 und 2015 über 5000 Meter und in den Jahren 2009 und 2010, 2016, 2018 und 2019 sowie 2021 und 2022 über 10.000 Meter.

## Persönliche Bestleistungen
- 1500 Meter: 4:10,01 min, 30. April 2011 in Marrakesch
- 3000 Meter: 8:56,99 min, 5. Juni 2011 in Rabat
- 5000 Meter: 15:32,44 min, 7. Juni 2015 in Rabat
- 10.000 Meter: 32:49,84 min, 26. Juni 2022 in Rabat
- 10-km-Straßenlauf: 31:35 min, 18. Februar 2018 in Meknès
- Halbmarathon: 1:10:38 h, 29. Oktober 2023 in Luzern
- Marathon: 2:27:22 h, 29. Januar 2023 in Marrakesch
- 3000 m Hindernis: 9:32,50 min, 11. Mai 2013 in Fès